# Эрдыниев, Константин Дашиевич
Константин Дашиевич Эрдыниев − российский спортсмен и тренер по стрельбе из лука, Заслуженный работник физической культуры Республики Бурятия, Заслуженный работник физической культуры РФ, Заслуженный тренер Российской Федерации.

## Биография
Родился в 1961 году. Окончил факультет физической культуры Бурятского государственного педагогического института.
В 1978 году выполнил норматив Мастера спорта СССР по стрельбе из лука.
Участвовал в чемпионатах мира в 1995 и 1997 годах. Участвовал в чемпионатах Европы в 1994 и 1998 годах.
Работает тренером Центра спортивной подготовки Республики Бурятия (ЦСП) и Республиканской спортивной школы олимпийского резерва (РСШОР).

## Известные ученики
- Степанова, Инна Яковлевна − российская спортсменка, стрелок из лука, серебряный призёр летних Олимпийских игр в Рио-де-Жанейро 2016, бронзовый призёр летней Универсиады 2015 года. Заслуженный мастер спорта России.
- Гомбоева, Светлана Вадимовна − российская спортсменка, стрелок из лука, чемпионка Европы в составе сборной России (2021), серебряный призёр летних Олимпийских игр в Токио 2020 (2021)[2]. Заслуженный мастер спорта России.